# Diadegma velox
Diadegma velox är en stekelart som först beskrevs av Holmgren 1860.  Diadegma velox ingår i släktet Diadegma och familjen brokparasitsteklar. Arten är reproducerande i Sverige. Inga underarter finns listade i Catalogue of Life.